# Limitless (NCT 127)
Limitless è il secondo EP del gruppo musicale sudcoreano NCT 127, pubblicato nel 2017.

## Tracce
1. Limitless (無限的我, wúxiàn de wǒ) – 4:07
2. Good Thing – 3:40
3. Back 2 U (AM 01:27) – 3:55
4. Heartbreaker (롤러코스터; Rolleokoseuteo) – 3:14
5. Baby Don't Like It (나쁜 짓; Nappeun Jit) – 2:39
6. Angel – 4:09